# Harold Jefferson Coolidge Jr.
Harold Jefferson Coolidge Jr. (Boston, 15 januari 1904 – Beverly (Massachusetts), 15 februari 1985) was een Amerikaanse zoöloog die de bonobo's bestudeerde in de regenwouden in Afrika. Coolidge ontdekte dat deze mensapen van alle aapachtigen het dichtst bij de mens staan. 
Coolidge was de eerste vice-voorzitter van de IUCN en diende als voorzitter van de IUCN van 1966 tot 1972. Hij was ook een van de eerste directeuren van het WWF.
Hij was een telg van een prominente familie in Boston. Zijn vader, Harold Jefferson Coolidge Sr., was een vooraanstaand advocaat. Zijn oom Archibald Cary Coolidge was een hoogleraar in geschiedkunde aan Harvard, diplomaat en hoofdredacteur van Foreign Affairs, en zijn oom Julian Coolidge was een hoogleraar in wiskunde aan Harvard.
- International Standard Name Identifier: 0000 0000 8221 8337
- Library of Congress Control Number: n96108877
- Nationale Bibliotheek van Tsjechië: xx0149239
- Nationale Bibliotheek van Israël: 987007281395805171
- Nederlandse Thesaurus van Auteursnamen: 135458927
- SNAC: w6r49szh
- Système universitaire de documentation: 155904302
- Virtual International Authority File: 38647534
- WorldCat: E39PBJbMc8pC4CrVXyDCkmpHG3